# 许居衍
许居衍（1934年7月9日—），福建福州人，微电子技术专家，中国工程院院士。
1995年，获选中国工程院信息与电子工程学部院士。曾参与汉芯的鉴定工作，汉芯后被曝光为造假。